# Primera División Profesional de Uruguay 2018
Il campionato di Primera División Profesional de Uruguay 2018 è la 115ª edizione del massimo torneo calcistico uruguaiano.

## Formato
Il campionato si svolge nel sistema tradizionale che prevede la disputa di un campionato di Apertura ed uno di Clausura, ognuno dei quali disputato lungo 15 giornate. Prima dell'inizio del campionato la squadra El Tanque Sisley si è ritirata. Non sono stati effettuati ripescaggi. Tra la fine dell'Apertura e l'inizio del Clausura è stato organizzato un Torneo Intermedio, con la costituzione di due gironi da 8 e 7 squadre ciascuno (composizione determinata sulla base della classifica finale del torneo di Apertura) in gare di sola andata.
Per l'attribuzione del titolo di campione nazionale, si disputa una sfida tra la squadra che ha ottenuto più punti durante tutto l'arco della stagione (quindi tenendo conto dell'Apertura, dell'Intermedio e del Clausura) e il vincitore di uno spareggio fra le due squadre vincitrici del torneo di Apertura e di Clausura.
La squadra campione nazionale sfiderà infine la squadra vincitrice del Torneo Intermedio per l'aggiudicazione della Supercoppa di Uruguay.

## Apertura 2018

### Classifica
Il Nacional, vincendo il torneo di Apertura, si qualifica alla semifinale del campionato.
| Pos. | Squadra              | Pt | G  | V  | N | P | GF | GS | DR  |
| ---- | -------------------- | -- | -- | -- | - | - | -- | -- | --- |
| 1.   | Nacional             | 38 | 15 | 12 | 2 | 1 | 26 | 8  | +18 |
| 2.   | Peñarol              | 36 | 15 | 11 | 3 | 1 | 28 | 10 | +16 |
| 3.   | Danubio              | 30 | 15 | 9  | 3 | 3 | 23 | 13 | +10 |
| 4.   | Defensor Sporting    | 30 | 15 | 9  | 3 | 3 | 26 | 20 | +6  |
| 5.   | Liverpool (M)        | 27 | 15 | 7  | 4 | 4 | 17 | 16 | +1  |
| 6.   | River Plate (M)      | 25 | 15 | 7  | 4 | 4 | 28 | 22 | +6  |
| 7.   | Cerro                | 25 | 15 | 7  | 4 | 4 | 16 | 18 | -2  |
| 8.   | Progreso             | 21 | 15 | 6  | 3 | 6 | 25 | 17 | +8  |
| 9.   | Fénix                | 20 | 15 | 6  | 2 | 7 | 18 | 18 | 0   |
| 10.  | Boston River         | 19 | 15 | 5  | 5 | 5 | 17 | 21 | -4  |
| 11.  | Montevideo Wanderers | 18 | 15 | 5  | 3 | 7 | 14 | 20 | -6  |
| 12.  | Atenas               | 16 | 15 | 5  | 1 | 9 | 11 | 27 | -16 |
| 13.  | Racing Montevideo    | 12 | 15 | 3  | 3 | 9 | 14 | 24 | -10 |
| 14.  | Torque               | 10 | 15 | 2  | 4 | 9 | 13 | 27 | -14 |
| 15.  | Rampla Juniors       | 10 | 15 | 2  | 4 | 9 | 12 | 27 | -15 |

Note:
Tre punti a vittoria, uno a pareggio, zero a sconfitta.

## Torneo Intermedio 2018

### Serie A

#### Classifica
| Pos. | Squadra              | Pt | G | V | N | P | GF | GS | DR  |
| ---- | -------------------- | -- | - | - | - | - | -- | -- | --- |
| 1.   | Nacional             | 17 | 7 | 5 | 2 | 0 | 19 | 5  | +14 |
| 2.   | Cerro                | 13 | 7 | 3 | 4 | 0 | 9  | 5  | +4  |
| 3.   | Danubio              | 10 | 7 | 3 | 1 | 3 | 12 | 12 | 0   |
| 4.   | Racing Montevideo    | 10 | 7 | 3 | 1 | 3 | 5  | 9  | -4  |
| 5.   | Montevideo Wanderers | 9  | 7 | 3 | 0 | 4 | 8  | 10 | -2  |
| 6.   | Liverpool (M)        | 8  | 7 | 2 | 2 | 3 | 10 | 11 | -1  |
| 7.   | Rampla Juniors       | 6  | 7 | 2 | 0 | 5 | 9  | 14 | -5  |
| 8.   | Fénix                | 5  | 7 | 1 | 2 | 4 | 7  | 13 | -6  |

Note:
Tre punti a vittoria, uno a pareggio, zero a sconfitta.

### Serie B

#### Classifica
| Pos. | Squadra           | Pt | G | V | N | P | GF | GS | DR  |
| ---- | ----------------- | -- | - | - | - | - | -- | -- | --- |
| 1.   | Torque            | 13 | 6 | 4 | 1 | 1 | 10 | 6  | +4  |
| 2.   | Peñarol           | 12 | 6 | 4 | 0 | 2 | 20 | 10 | +10 |
| 3.   | River Plate (M)   | 9  | 6 | 2 | 3 | 1 | 5  | 9  | -4  |
| 4.   | Atenas            | 8  | 6 | 2 | 2 | 2 | 6  | 5  | +1  |
| 5.   | Progreso          | 6  | 6 | 1 | 3 | 2 | 5  | 7  | -2  |
| 6.   | Defensor Sporting | 6  | 6 | 2 | 0 | 4 | 4  | 8  | -4  |
| 7.   | Boston River      | 4  | 6 | 1 | 1 | 4 | 2  | 7  | -5  |

Note:
Tre punti a vittoria, uno a pareggio, zero a sconfitta.

### Finale
| Locali   | R     | Ospiti | Data      |
| -------- | ----- | ------ | --------- |
| Nacional | 3 - 2 | Torque | 10.6.2018 |

## Clausura 2018

### Classifica
| Pos. | Squadra              | Pt | G  | V  | N | P | GF | GS | DR  |
| ---- | -------------------- | -- | -- | -- | - | - | -- | -- | --- |
| 1.   | Peñarol              | 36 | 15 | 11 | 3 | 1 | 25 | 9  | +16 |
| 2.   | Nacional             | 30 | 15 | 9  | 3 | 3 | 19 | 14 | +5  |
| 3.   | Montevideo Wanderers | 28 | 15 | 8  | 4 | 3 | 26 | 20 | +6  |
| 4.   | Racing Montevideo    | 25 | 15 | 7  | 4 | 4 | 17 | 13 | +4  |
| 5.   | Liverpool (M)        | 23 | 15 | 6  | 5 | 4 | 22 | 17 | +5  |
| 6.   | Defensor Sporting    | 22 | 15 | 6  | 4 | 5 | 23 | 19 | +4  |
| 7.   | Progreso             | 22 | 15 | 6  | 4 | 5 | 21 | 19 | +2  |
| 8.   | Rampla Juniors       | 21 | 15 | 5  | 6 | 4 | 16 | 16 | 0   |
| 9.   | Cerro                | 21 | 15 | 5  | 6 | 4 | 22 | 23 | -1  |
| 10.  | Danubio              | 20 | 15 | 4  | 8 | 3 | 13 | 15 | -2  |
| 11.  | Torque               | 18 | 15 | 4  | 6 | 5 | 16 | 18 | -2  |
| 12.  | Fénix                | 18 | 15 | 5  | 3 | 7 | 16 | 19 | -3  |
| 13.  | River Plate (M)      | 15 | 15 | 4  | 3 | 8 | 20 | 33 | -13 |
| 14.  | Boston River         | 14 | 15 | 4  | 2 | 9 | 14 | 22 | -8  |
| 15.  | Atenas               | 13 | 15 | 2  | 7 | 6 | 12 | 24 | -12 |

Note:
Tre punti a vittoria, uno a pareggio, zero a sconfitta.

## Classifica annuale
Questa classifica tiene conto di tutti i risultati ottenuti nella stagione 2018. La squadra vincitrice di questa classifica accede direttamente alla finale del campionato.
A causa della non partecipazione de El Tanque Sisley al campionato, uno dei due gironi del Torneo Intermedio risulta essere disputato con una giornata in meno. Di conseguenza, la classifica finale avrebbe visto 7 squadre con una partita in meno alla fine del campionato. La Federazione uruguayana ha deciso quindi di moltiplicare i punti ottenuti nel Torneo Intermedio per 7/6
| Pos. | Squadra              | Pt     | G  | V  | N  | P  | GF | GS | DR  |
| ---- | -------------------- | ------ | -- | -- | -- | -- | -- | -- | --- |
| 1.   | Peñarol              | 86     | 36 | 26 | 6  | 4  | 73 | 30 | +43 |
| 2.   | Nacional             | 85     | 37 | 26 | 7  | 4  | 64 | 27 | +37 |
| 3.   | Danubio              | 60     | 37 | 16 | 12 | 9  | 48 | 40 | +8  |
| 4.   | Defensor Sporting    | 59     | 36 | 17 | 7  | 12 | 53 | 47 | +6  |
| 5.   | Cerro                | 59     | 37 | 15 | 14 | 8  | 47 | 46 | +1  |
| 6.   | Liverpool (M)        | 58     | 37 | 15 | 11 | 11 | 49 | 44 | +5  |
| 7.   | Montevideo Wanderers | 55     | 37 | 16 | 7  | 14 | 48 | 50 | -2  |
| 8.   | River Plate (M)      | 50,5   | 36 | 13 | 10 | 13 | 53 | 64 | -11 |
| 9.   | Progreso             | 50     | 36 | 13 | 10 | 13 | 51 | 43 | +8  |
| 10.  | Racing Montevideo    | 47     | 37 | 13 | 8  | 16 | 36 | 46 | -10 |
| 11.  | Torque               | 43,166 | 36 | 10 | 11 | 15 | 39 | 51 | -12 |
| 12.  | Fénix                | 43     | 37 | 12 | 7  | 18 | 41 | 50 | -9  |
| 13.  | Atenas               | 38,333 | 36 | 9  | 10 | 17 | 29 | 56 | -27 |
| 14.  | Boston River         | 37,666 | 36 | 10 | 8  | 18 | 33 | 50 | -17 |
| 15.  | Rampla Juniors       | 37     | 37 | 9  | 10 | 18 | 37 | 57 | -20 |

## Fase Finale
|  | Semifinale                    | Semifinale |  |  | Finale                                | Finale | Finale |
|  |                               |            |  |  |                                       |        |        |
|  |                               |            |  |  |                                       |        |        |
|  | Nacional (Vincitore Apertura) | 1          |  |  |                                       |        |        |
|  | Peñarol (Vincitore Clausura)  | 2 (dts)    |  |  |                                       |        |        |
|  |                               |            |  |  |                                       |        |        |
|  |                               |            |  |  | Peñarol                               |        |        |
|  |                               |            |  |  | Peñarol (Vincitore Classifica Finale) |        |        |
|  |                               |            |  |  |                                       |        |        |

## Verdetto
Peñarol campione di Uruguay 2018

## Retrocessioni ("Descenso")
Al termine del campionato retrocederanno in Segunda División le due squadre con il peggior promedio, ovvero la media punti calcolata sulla base dei punti e delle partite disputate in Primera División nella stagione precedente e in quella attuale.
| Pos. | Squadra              | 2017 | 2018 | PT  | PG | Promedio |
| ---- | -------------------- | ---- | ---- | --- | -- | -------- |
| 1.   | Peñarol              | 86   | 84   | 170 | 73 | 2.329    |
| 2.   | Nacional             | 83   | 86   | 169 | 74 | 2.284    |
| 3.   | Defensor Sporting    | 86   | 58   | 144 | 73 | 1.973    |
| 4.   | Cerro                | 53   | 59   | 112 | 74 | 1.514    |
| 5.   | Montevideo Wanderers | 55   | 55   | 110 | 74 | 1.486    |
| 6.   | Danubio              | 46   | 60   | 106 | 74 | 1.432    |
| 7.   | Progreso             | -    | 49   | 49  | 36 | 1.361    |
| 8.   | River Plate (M)      | 45   | 49   | 94  | 73 | 1.288    |
| 9.   | Liverpool (M)        | 37   | 58   | 95  | 74 | 1.284    |
| 10.  | Racing Montevideo    | 45   | 47   | 92  | 74 | 1.243    |
| 11.  | Boston River         | 52   | 37   | 89  | 73 | 1.219    |
| 12.  | Rampla Juniors       | 50   | 37   | 87  | 74 | 1.176    |
| 13.  | Fénix                | 42   | 43   | 85  | 74 | 1.149    |
| 14.  | Torque               | -    | 41   | 41  | 36 | 1.139    |
| 15.  | Atenas               | -    | 37   | 37  | 36 | 1.028    |